# Meliosma microcarpa
Meliosma microcarpa är en tvåhjärtbladig växtart som först beskrevs av Robert Wight och Arn., och fick sitt nu gällande namn av William Grant Craib. Meliosma microcarpa ingår i släktet Meliosma och familjen Sabiaceae. Inga underarter finns listade.